# Los cazadores
Los cazadores es una  película griega dirigida por  Theo Angelopoulos en el año 1977

## Argumento
En víspera de año nuevo, en una isla griega un grupo de cazadores de clase alta, encuentran un cuerpo enterrado en la nieve y conservado por el frío. Por su uniforme parece ser uno de los miles de guerrilleros muertos durante la guerra civil en Grecia.
De la reflexión sobre que hacer con el cuerpo surge todo una reconstrucción histórica de la sociedad de esa época.

## Premios
- En 1978, Premio "Golden Hugo" a la mejor película. Chicago Film Festival.[1]